# Vườn quốc gia Anavilhanas
Vườn quốc gia Anavilhanas (tiếng Bồ Đào Nha: Parque Nacional de Anavilhanas) là một vườn quốc gia bao gồm số lượng lớn các đảo trên sông Rio Negro thuộc tiểu bang Amazonas. Vườn quốc gia là một phần của Di sản thế giới Tổ hợp bảo tồn trung tâm Amazon được mở rộng thêm vào năm 2003.

## Mô tả
Công viên ban đầu được thành lập vào ngày 6 tháng 2 năm 1981 như là một đơn vị bảo vệ tách rời có diện tích 350.018 hécta (864.910 mẫu Anh). Trước đó nó là một trạm sinh thái được bảo vệ nghiêm ngặt chuyển sang thành một vườn quốc gia bảo tồn mở hơn theo luật số 11.799 ngày 29 tháng 10 năm 2008.
Vườn quốc gia bảo vệ môi trường của quần đảo sông Anavilhanas nằm trên sông Rio Negro, là một trong những quần đảo sông lớn nhất thế giới cùng với các khu rừng trên đó. Nó hỗ trợ nghiên cứu khoa học và tăng cường bảo tồn quần xã sinh vật Amazon thông qua giáo dục môi trường và du lịch bền vững, mở cửa đón khách du lịch quanh năm.
Đây là nơi trú ẩn của một số loài động vật đáng chú ý gồm Mèo đốm Margay, Báo đốm Nam Mỹ, Thú ăn kiến khổng lồ, Tatu khổng lồ, Rái cá lớn, Lợn biển Amazon và Cá heo sông Amazon.
Vườn quốc gia Jaú được UNESCO công nhận là Di sản thế giới từ năm 2000, và vườn quốc gia trở thành một phần của hành lang sinh thái Trung Amazon được thành lập vào năm 2002. Năm 2003, với việc bổ sung thêm Vườn quốc gia Anavilhanas, Khu bảo tồn Phát triển Bền vững Amanã và Khu bảo tồn Phát triển Bền vững Mamirauá tạo thành tổ hợp di sản thế giới lớn hơn.